# Ferrocarriles de Cambria
Los Ferrocarriles de Cambria (nombre original en inglés: Cambrian Railways) poseían 230 millas (370,1 km) de vías férreas que discurrían sobre una gran área del centro de Gales. Su red de vías se generó gracias a la fusión de varios ferrocarriles incorporados en 1864, 1865 y 1904. La compañía se conectaba con dos ferrocarriles más grandes, lo que le permitía acceder al noroeste de Inglaterra (a través del Ferrocarril de Londres y del Noroeste) y hacia Londres (a través del Great Western Railway). Los Ferrocarriles de Cambria se fusionaron con el Great Western Railway el 1 de enero de 1922 como resultado de la Ley de Ferrocarriles de 1921. El nombre continúa hoy en la ruta conocida como la Línea de Cambria.

## Origen

### Creación de los Ferrocarriles de Cambria: 1864

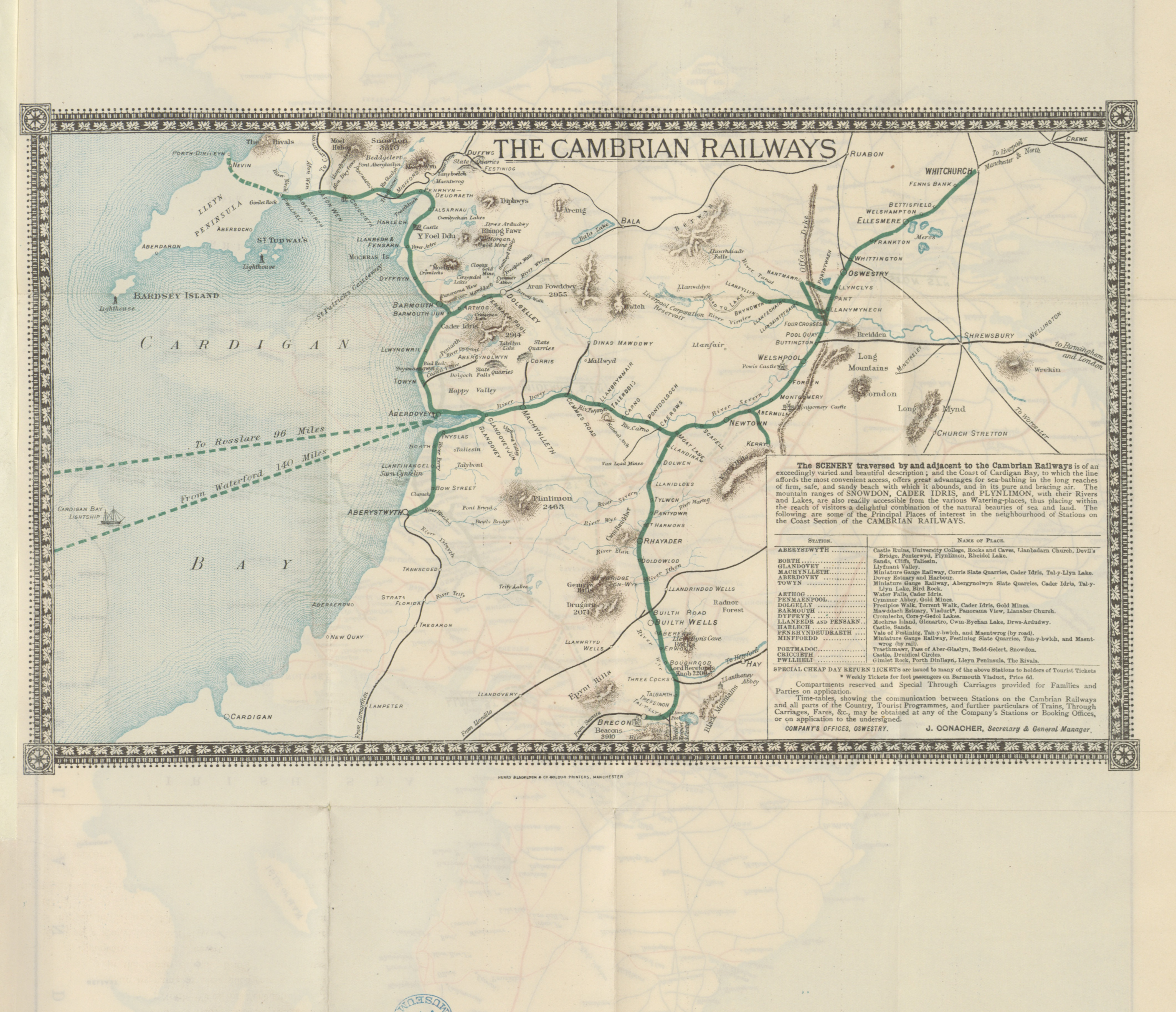
Mapa contenido en la obra 'Picturesque Wales: a handbook of scenery accessible from the Cambrian Railways'

La Compañía de los Ferrocarriles de Cambria se creó el 25 de julio de 1864, cuando la Ley del Parlamento tramitada para su fundación recibió consentimiento real. La empresa se formó mediante la fusión de la mayoría de las empresas ferroviarias del centro de Gales: el Ferrocarril de Oswestry y Newtown, el Ferrocarril de Llanidloes y Newtown, el Ferrocarril de Newtown y Machynlleth y el Ferrocarril de Oswestry, Ellesmere y Whitchurch. Los accionistas de estas empresas constituyentes se convirtieron en accionistas de la nueva compañía. El Ferrocarril de Aberystwith y de la Costa de Gales no se incluyó en la fusión porque todavía se estaba construyendo. En total, la nueva empresa tenía líneas por un total de 97+1/4 de milla (157 km) de longitud.
Además de incorporar los ferrocarriles existentes, la nueva empresa tenía acuerdos para compartir tráfico con el Ferrocarril Mid-Wales, el Ferrocarril de Mánchester y Milford y el Great Western Railway. Esto le permitió controlar el transporte de mercancías y pasajeros a través del centro de Gales.

## El sistema de los Ferrocarriles de Cambria

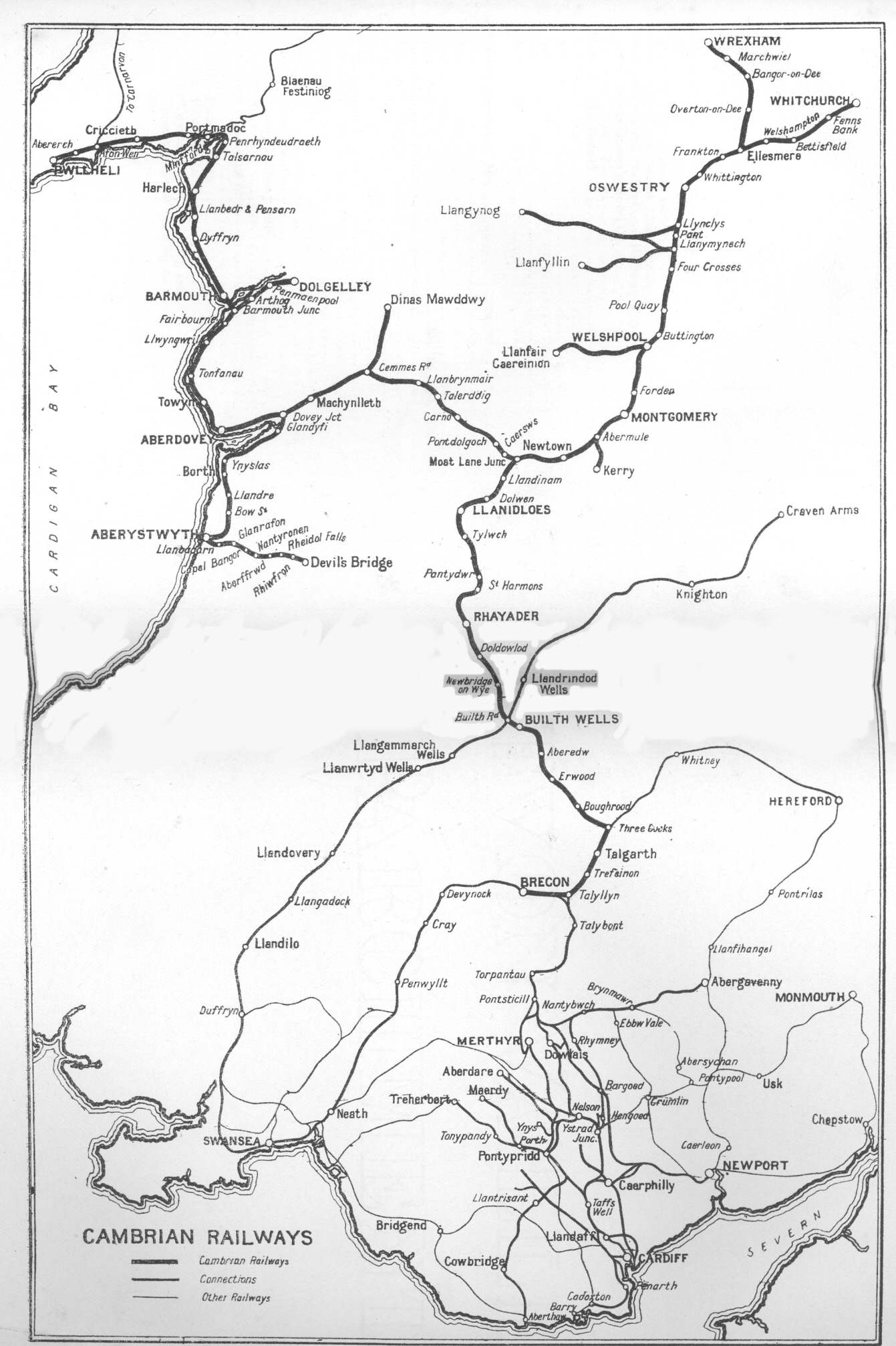
Mapa de los Ferrocarriles de Cambria (hacia 1921)

### Ferrocarriles constituyentes
La primera sección de la compañía posterior discurría entre Three Cocks y Talyllyn Junction, que se había abierto en 1816 como parte del Ferrocarril de Hay, un tranvía arrastrado por caballos que conectaba la ciudad de Hay-on-Wye con el canal de Brecknock y Abergavenny en Brecon. La sección occidental se vendió al Ferrocarril de Brecon y Merthyr, y la sección este pasó a formar parte del Ferrocarril Mid-Wales.
En la siguiente lista figuran la fecha de constitución y la fecha de apertura:
- Ferrocarril de Oswestry y Newtown 30 millas (48 km): 6 de junio de 1855; 1860–61
- Ferrocarril de Llanidloes y Newtown 12+1/2 de milla (20 km): 4 de agosto de 1853; 1859. Hasta 1861 este tramo de la línea estuvo aislado
- Ferrocarril de Newtown y Machynlleth 23 millas (37 km): 27 de julio de 1857; 1863
- Ferrocarril de Oswestry, Ellesmere y Whitchurch 18 millas (29 km): 1 de agosto de 1861; 1863–1864
- Ferrocarril de Aberystwith y de la Costa de Gales 86 millas (138 km): 26 de julio de 1861; 1863–1869
- Ferrocarril Mid-Wales 45+1/2 de milla (73 km): 1 de agosto de 1859; 1 de septiembre de 1864. Este ferrocarril fue independiente del de Cambria hasta el 1 de enero de 1888, cuando este último se hizo cargo de la línea. El 1 de julio de 1904 se fusionaron los dos ferrocarriles.
- Ferrocarril de Wrexham y Ellesmere 12+3/4 de milla (21 km); abrió sus puertas en 1895. Wrexham fue la ciudad más grande servida por el Cámbrico.
- Ferrocarril de Van (al servicio de las minas de plomo) 6+1/2 de milla (10 km): construido en 1871
- Ferrocarril Ligero de Welshpool y Llanfair 9 millas (14 km): ancho de vía de 2 pies 6 plg (762 mm): inaugurado el 4 de abril de 1903; cerrado a todo el tráfico el 5 de noviembre de 1956: reabierto como tren histórico.
- Ferrocarril Ligero de Tanat Valley (de Llynclys a Llangynog) 15 millas (24 km): abierto el 5 de enero de 1904: cerrado a los pasajeros en 1951
- Ferrocarril de Mawddwy 6+3/4 de milla (11 km): incorporado el 5 de julio de 1865: cerrado a los pasajeros en 1931; cerrado 1951[1]
- Ferrocarril de Vale of Rheidol 11+3/4 de milla (19 km): ancho de vía de 23 1/2 plg (597 mm): construido en 1902, absorbido en 1913.

### Ramales
- Abermule a Kerry
- Barmouth Junction a Dolgellau
- Llanymynech a Llanfyllin Branch

(La información de esta sección se tomó en gran parte de The Railway Year Book 1912).

## Líneas de alimentación
El Ferrocarril de Cambria tenía conexiones con muchas líneas independientes, entre las que figuraban:

### De vía estrecha
- Ferrocarril de Corris, en la Estación de Machynlleth
- Tranvía de Hendre-Ddu, en la Estación de Aberangell[1]
- Ferrocarril de Festiniog, en la Estación de Minffordd
- Tranvía de Kerry, en Kerry
- Tranvía de Plynlimon y Hafan, en Llanfihangel (lugar después renombrado como Llandre)
- Ferrocarril Talyllyn, en la Estación de Tywyn

### Ancho estándar
- Ferrocarril de Potteries, Shrewsbury & del Norte de Gales (posteriormente Ferrocarril de Shropshire y Montgomeryshire), en Llanymynech
- Ferrocarril de Mánchester & Milford (posteriormente parte del GWR), en Aberystwyth

## Operaciones ferroviarias

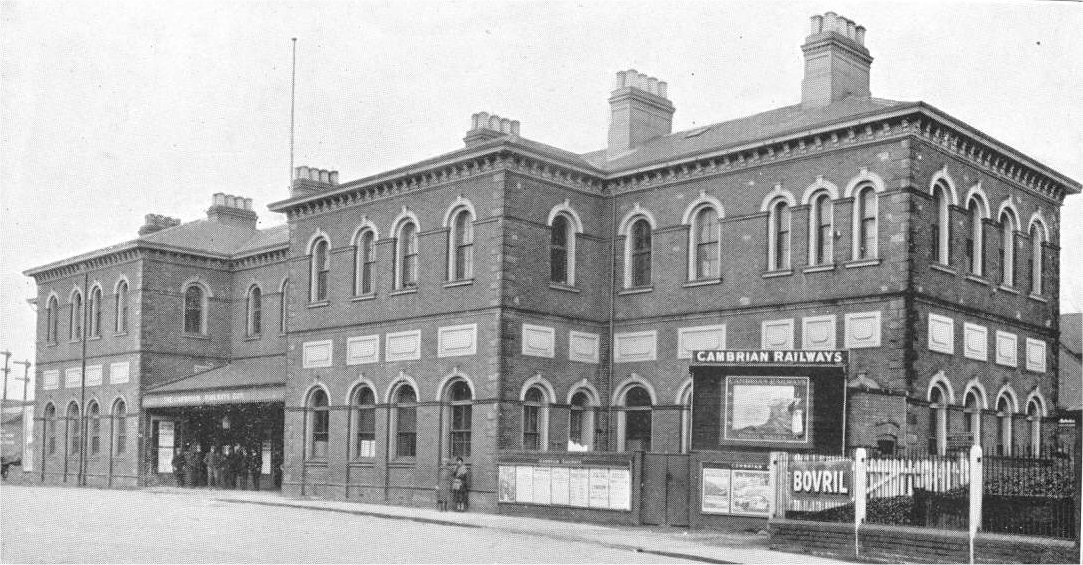
Estación de Oswestry, con la sede de la Compañía (hacia 1921)

La sede de los Ferrocarriles de Cambria estaba en la Estación de Oswestry, en Shropshire. El edificio original sigue existiendo, aunque separado de las principales líneas ferroviarias de la red moderna, y estuvo en uso con fines comerciales hasta 2004. Después de la restauración efectuada en 2005, fue reabierto como el Centro de visitantes del Ferrocarril de Cambria en junio de 2006, pero el 11 de enero de 2008 se cerró debido a que no se pudieron sostener los términos del contrato de arrendamiento. Desde entonces ha reabierto y, entre otras cosas, a partir de 2009 se utilizó como sede para el entonces recién formado proyecto de restauración de los Ferrocarriles Patrimoniales de Cambria (CHR).

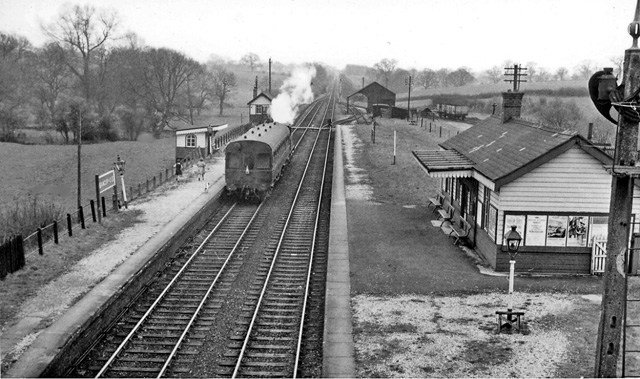
Estación de Bangor-on-Dee en 1962

Las instalaciones de la estación más grande de la línea estaban en Aberystwyth (parte de la cual se restauró y reabrió como J D Wetherspoon a mediados de la década de 2000).

## Locomotoras

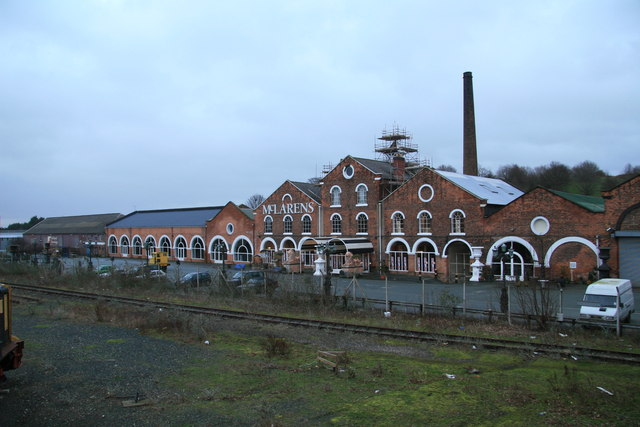
Antiguos talleres de los Ferrocarriles de Cambria, en Oswestry, convertidos en un almacén de antigüedades

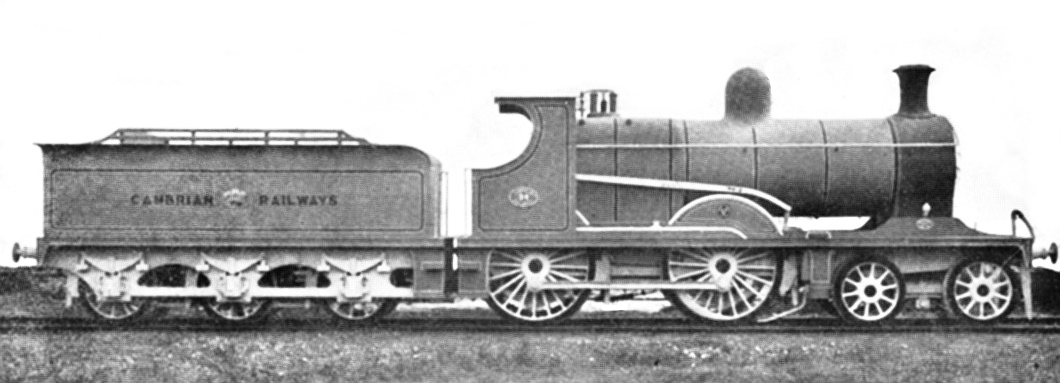
La "última locomotora exprés de pasajeros del Ferrocarril de Cambria", alrededor de 1921

Al situar su sede en julio de 1865 en la Estación de Oswestry, la empresa construyó los Talleres de los Ferrocarriles de Cambria al norte de la estación, en Gobowen Road. Su construcción aceleró el auge de Oswestry como poblado ferroviario, pasando de una población de 5500 habitantes en 1861 a casi 10.000 en 1901.
Construido con ladrillo local y con un costo de 28.000 libras, el taller de montaje de locomotoras tenía una plataforma giratoria central que se operaba manualmente y daba servicio a 12 vías a cada lado. En el extremo norte del taller, 11 apartaderos accedían a la factoría de coches y vagones. La energía para las maquinaria la proporcionaba una gran máquina de vapor a través de correas y ejes elevados. La chimenea de 150 pies (45,7 m) de altura sigue siendo un hito local. Si bien se construyeron numerosos coches y vagones en los talleres, solo se construyeron dos locomotoras en Oswestry, aunque muchas se reconstruyeron allí. Después de que el GWR se hiciera cargo de los Ferrocarriles de Cambria al agruparse en 1923, mantuvo las obras abiertas como una fábrica regional de coches y vagones, y un taller de reparación de locomotoras para el depósito de locomotoras asociado.
En 1911 el material rodante del Ferrocarril de Cambria incluía 91 locomotoras y un automotor. Cuando se produjo la agrupación en 1922, se transfirieron al GWR 94 máquinas de vía estándar y otras cinco de vía estrecha, identificadas por tipo y fabricante en el artículo dedicado a las locomotoras del Great Western Railway.
Después de convertirse en parte de la Región Londres Midland en 1963, el depósito se cerró en enero de 1965, y los talleres a principios de 1966. Catalogados como un monumento de Grado II, los talleres se transformaron en un centro de antigüedades, de pequeñas empresas y de almacenamiento de documentos.

## Accidentes

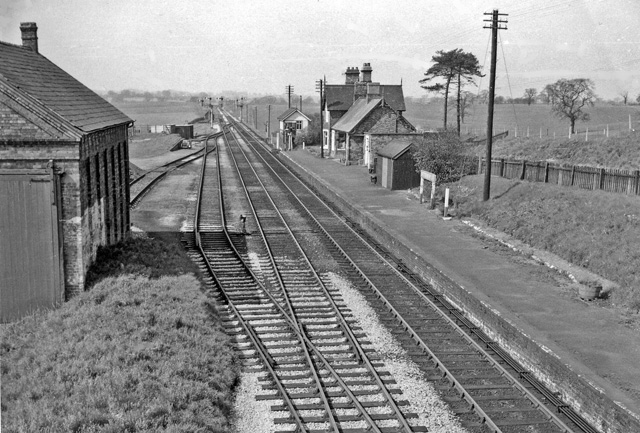
Estación de Bettisfield en 1962

- El 1 de enero de 1883, un tren de pasajeros se vio afectado por un deslizamiento de tierras en Friog, Merionethshire. La locomotora y su ténder fueron empujados al mar. Ambos tripulantes murieron.[5]
- El 11 de junio de 1897, un tren de pasajeros descarriló en Welshampton, Shropshire debido a una combinación de vía defectuosa y exceso de velocidad. Doce personas murieron.
- El 17 de enero de 1918, dos trenes de carga chocaron de frente en Parkhall, Shropshire debido a la operación irregular de los señaleros en las casetas de señales de Oswestry North y Ellesmere Junction. El diseño de los circuitos que conectan los instrumentos y el clima fueron factores que contribuyeron a que se produjera el siniestro.[6]
- Un choque frontal se produjo en Abermule el 26 de enero de 1921, matando a 15 pasajeros, incluido Lord Herbert Vane-Tempest, presidente de la compañía e hijo de George Vane-Tempest, 5º marqués de Londonderry. El accidente se produjo por una confusión entre el personal de Abermule, de manera que al maquinista del tren se le devolvió por error en la estación el testigo que acababa de entregar para liberar el tramo del que procedía (en circunstancias normales, no hubiera sido posible darle el testigo para que avanzase hacia la siguiente sección). El maquinista no comprobó qué testigo había recibido y se puso en marcha. Al poco tiempo chocó con el expreso de Aberystwyth a Mánchester, que venía en sentido contrario con el testigo de la sección donde se produjo el choque.

## Legado
- Un museo dedicado a la historia de los Ferrocarriles de Cambria está a cargo de los Ferrocarriles Patrimoniales de Cambria en Oswestry.

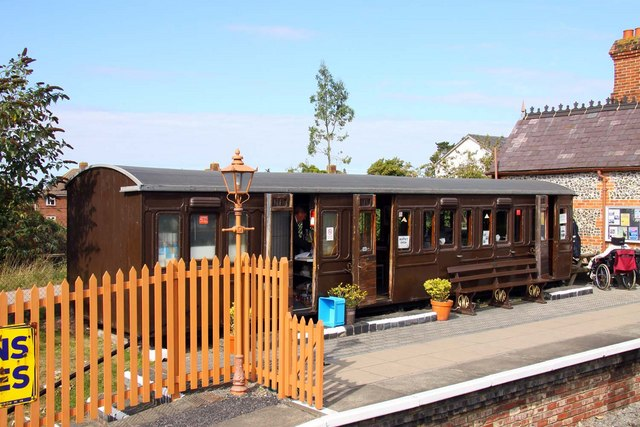
Locomotora No. 247 en la Estación de Chinnor

- Una selección de vagones originales de los Ferrocarriles de Cambria se ha conservado hasta nuestros días. Los vagones 4, 251 y un vagón salón/freno no identificado se encuentran todos en un alojamiento privado. El Nº 9 está en un almacén privado; el Nº 110 se estaba restaurando  para ser puesto en servicio en el Ferrocarril de Swindon y Cricklade, EL Nº 238 y un coche de frenos de seis ruedas no identificado pertenecen a los Museos y Galerías Nacionales de Gales; el Nº 247 se utiliza actualmente como café en la Estación de Chinnor del Ferrocarril de Chinnor y Princes Risborough y el Nº 250 se emplea como museo en el vecino Ferrocarril de Cholsey y Wallingford (anteriormente había sido el café de la Estación de Wallingford. Tanto el Nº 247 como el Nº 250 son carrocerías sin ruedas. La carrocería de un coche de pasajeros de primera clase no identificado también se encuentra en el Ferrocarril Ligero de Tanat Valley. En agosto de 2018 se recuperó un vagón con todos los frenos, el Nº 104, propiedad del Ferrocarril de Swindon y Cricklade que esperaba restaurarlo.

- Todavía no se dispone de ninguna locomotora de ancho internacional del Ferrocarril de Cambria.

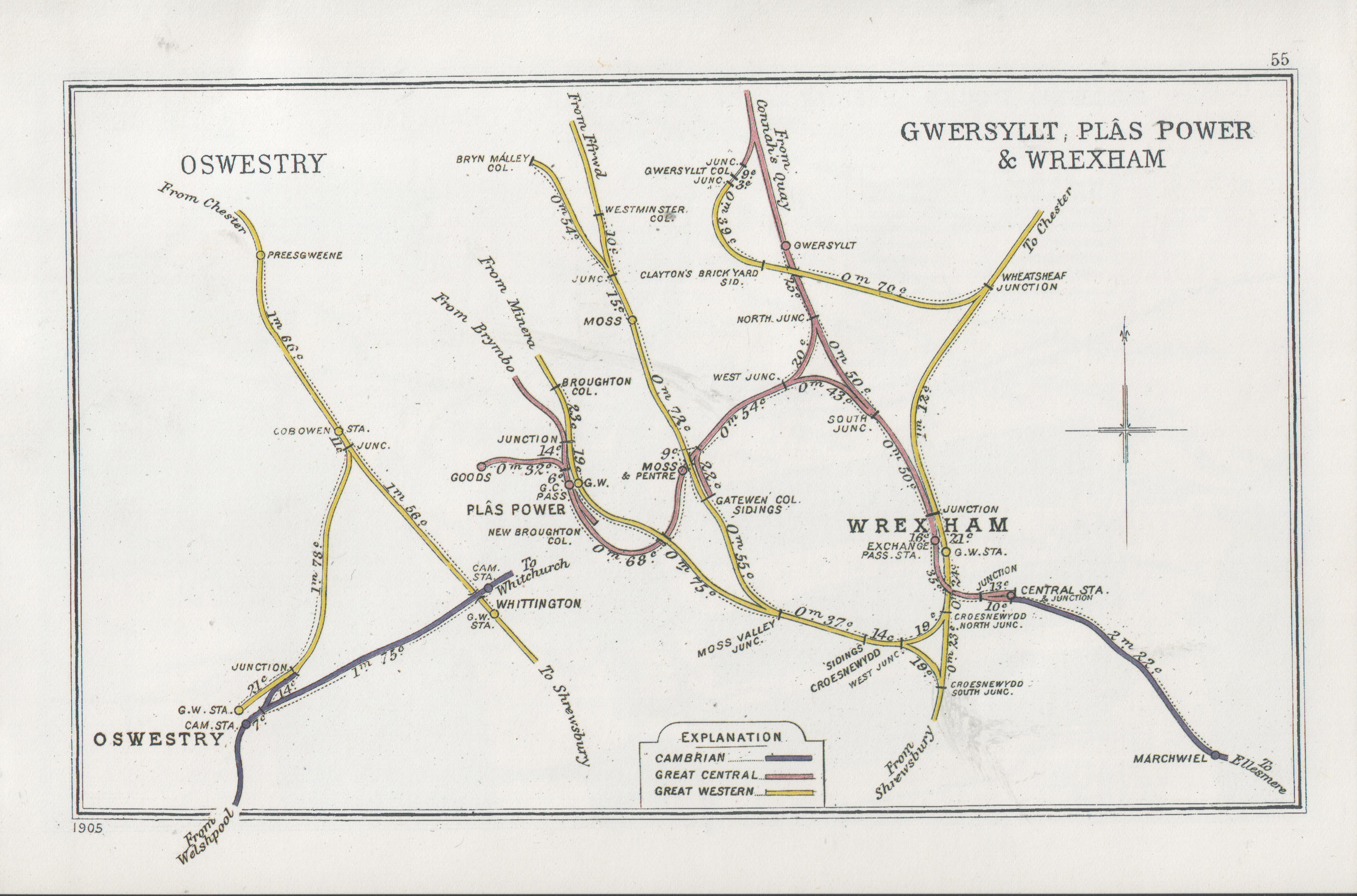
Estación de Oswestry, con, Plas Power y Wrexham en el mapa de la Cámara de Compensación Ferroviaria